# Dendromyza volubilis
Dendromyza volubilis är en tvåhjärtbladig växtart som beskrevs av Hans Ulrich Stauffer. Dendromyza volubilis ingår i släktet Dendromyza och familjen Amphorogynaceae. Inga underarter finns listade i Catalogue of Life.